# Nature Cat
Nature Cat ist eine kanadisch-amerikanische Fernsehserie. Die Erstausstrahlung erfolgte am 25. November 2015 auf PBS.

## Handlung
Die Serie folgt Fred, einer Hauskatze, die davon träumt, draußen etwas zu entdecken. Sobald seine Familie für den Tag abreist, schlüpft er in die Rolle seines Alter Egos Nature Cat, welche es kaum erwarten kann, Ausflüge in die Natur hinter dem Haus zu unternehmen. Fred hat jedoch ein Problem: Er hat kein Gespür für die Natur. Durch die Lernerfahrungen der Charaktere soll diese Serie Kinder dazu ermutigen, sich auf ähnliche Weise mit der Natur auseinanderzusetzen und ihr Verständnis für sie zu entwickeln.

## Produktion
Die Serie entstand bei Spiffy Pictures, WTTW und 9 Story Media Group.

## Synchronisation
| Rolle      | Synchronsprecher |
| ---------- | ---------------- |
| Nature Cat | Taran Killam     |
| Hal        | Bobby Moynihan   |
| Daisy      | Kate Miccuci     |
| Squeeks    | Kate McKinnon    |